# Laguna Sibinacocha
La laguna Sibinacocha es una laguna de origen glaciar, ubicada en la provincia de Canchis, región Cuzco, Perú. Es un lago color verde azulado, considerado paraíso tropical por el espectacular paisaje que posee, ya que está rodeado por inmensas montañas y picos de nevado como (Nevado Janapapunta, Nevado Apucuchu y Misti Chumpe y Q’elca). Esta laguna de origen glaciar tiene una extensión muy grande, abarcando un área de 25 kilómetros y altura de 150 metros.

## Geografía

### Localización
Ubicado al pie de la cordillera de Vilcanota, en las coordenadas 13°51′24.17″S 71°01′29.70″O / -13.8567139, -71.0249167, altitud promedio de 4869 m s. n. m. y superficie de 30 km² siendo uno de los lagos grandes de mayor altura. Es alimentado por los glaciares de los picos Chumpe y Tres de la cordillera mencionado anteriormente.

## Clima
Por su altura, el clima es frío-glacial.

## Turismo
Ideal para la práctica de deportes de aventura (caminata, campamento). Sin embargo, es necesario que estas actividades se realicen bajo supervisión y guía especializada debido a los accidentes registrados en el lugar.

## Acceso
El acceso a este lugar desde el Cusco se realiza mediante la carretera asfaltada Cusco - Sicuani.